# El informe Auschwitz
El informe Auschwitz (en eslovaco, Správa) es una película dramática eslovaca de 2021 dirigida por Peter Bebjak. Fue seleccionada como la entrada eslovaca a la Mejor Película Internacional en la 93.ª edición de los Premios Óscar, pero no fue nominada.

## Sinopsis
La película está basada en la historia real de Rudolf Vrba y Alfréd Wetzler, dos prisioneros del campo de concentración de Auschwitz que logran escapar con detalles sobre el funcionamiento del campo, incluida una etiqueta de un bote del pesticida Zyklon-B, utilizado en los asesinatos allí. Una vez que cruzan la frontera hacia Žilina, Eslovaquia, la resistencia les pide que escriban sus recuerdos, lo que luego se conoce como el informe Vrba-Wetzler. La pareja es presentada a un representante de la Cruz Roja, quien, a pesar de no creerles, accede a transmitir el informe a los aliados.

## Reparto
- Noel Czuczor como Freddy
- Peter Ondrejička como Valér
- John Hannah como Warren
- Wojciech Mecwaldowski como Kozlowski
- Jacek Beler como Heršek
- Jan Nedbal como Pavel
- Christoph Bach como Schwarzhuber
- Florian Panzner como Lausmann
- Michal Režný como Marcel
- Kamil Nożyński como Juzek
- Aleksander Mincer como Kaczmarek
- Ksawery Szlenkier como Adamek